# (23457) Beiderbecke
(23457) Beiderbecke est un astéroïde de la ceinture principale.

## Description
(23457) Beiderbecke est un astéroïde de la ceinture principale. Il fut découvert le 5 avril 1989 à La Silla par Michael Geffert. Il présente une orbite caractérisée par un demi-grand axe de 2,62 UA, une excentricité de 0,20 et une inclinaison de 13,7° par rapport à l'écliptique.

## Nom
L'astéroïde est nommé d'après Bix Beiderbecke. La citation de nommage est la suivante:
« U.S. jazz cornetist Leon Bismarck Bix Beiderbecke (1903-1931), arguably the most original white trumpeter in jazz history, was also a noted composer, his piano piece In a Mist having been inspired by French Impressionist composers. »
 soit en français : 

« Le cornettiste de jazz américain Leon Bismarck Bix Beiderbecke (1903-1931), sans doute le trompettiste blanc le plus original de l'histoire, était également un compositeur remarqué, son morceau de piano In a Mist (Dans une brume) ayant été inspiré par des compositeurs impressionnistes français. »

## Compléments